# اريك فوستر
اريك فوستر هو سياسي كندي، ولد في 1949. حزبياً، نشط في BC United ‏. وقد انتخب عضو الجمعية التشريعية لكولومبيا البريطانية ‏ عن دائرة Vernon-Lumby ‏ خلال فترته النيابية ‏.